# Röstjärnet, Värmland
Röstjärnet är en sjö i Årjängs kommun i Värmland och ingår i Göta älvs huvudavrinningsområde. Sjöns area är 0,058 kvadratkilometer och den befinner sig 200 meter över havet.